# 10월 24일
10월 24일은 그레고리력으로 297번째(윤년일 경우 298번째) 날에 해당한다.
틀:특정날짜요

## 사건
- 1648년 - 베스트팔렌 조약이 체결되었다.
- 1917년 - 제1차 세계 대전: 카포레토 전투가 시작되었다.
- 1929년 - 암흑의 목요일(경제 대공황)이 시작되었다.
- 1945년 - 유엔 창설. 뉴질랜드, 니카라과, 덴마크, 도미니카 공화국, 미국, 벨라루스, 레바논, 룩셈부르크, 사우디아라비아, 시리아, 아르헨티나, 아이티, 엘살바도르, 영국, 이란, 이집트, 중화민국, 칠레, 쿠바, 터키, 파라과이, 폴란드, 프랑스, 필리핀이 유엔에 가입하다.
- 1964년 - 잠비아가 영국으로부터 독립했다.
- 1994년 - 충주호 유람선 화재가 일어나 29명이 사망하고 1명이 실종되었다.
- 2007년 - 중화인민공화국이 중국내 최초의 달 탐사선 창어 1호가 발사에 성공했다.
- 2008년
  - 대한민국 종합주가지수가 약10%포인트(110.96포인트) 폭락한 938을 기록하였다.
  - 존 메케인 선거 지부의 봉사자 애슬리 토드가 오바마 측의 지지자에게 흉기 위협을 받았다고 폭로했다.
  - 폴란드의 한 주간잡지가 위키백과 정보를 무단 인용해 저작권 침해 물의를 일으켰다.
- 2009년 - 미국의 버락 오바마 대통령은 인플루엔자 A H1N1(신종플루) 확산에 따른 '국가비상사태'(National Emergency)를 선포하였으며, 네덜란드는 그에 따른 대유행을 선언하였다.
- 2013년
  - 인도네시아 수마트라섬 북부 시나붕 화산이 폭발해 화산재가 3 km 상공까지 치솟았다.
  - 대한민국 울산광역시 울주군에서 울산 울주군 여아 학대 사망사건이 발생했다. 이 사건으로 8살난 의붓딸이 계모의 상습적인 학대로 사망하였다.
- 2016년 - JTBC가 최순실의 태블릿 컴퓨터를 입수해 박근혜 대통령의 연설문을 전달 받았다는 정황이 드러났다고 보도하면서 박근혜-최순실 게이트 의혹이 본격적으로 전개되었다.

## 문화
- 1857년 - 셰필드 FC가 설립되었다.
- 1990년 - LG 트윈스가 삼성 라이온즈를 4연승으로 꺾고 1990년 한국시리즈에서 창단 첫 우승을 차지하였다.
- 1998년 - 딥 스페이스 1호가 발사되었다.
- 2002년 - 중국어 위키백과가 설립되었다.
- 2003년 - 맥 OS X 팬더가 출시되었다.
- 2009년 - KBO 리그 한국시리즈 7차전에서 KIA 타이거즈가 SK 와이번스를 6대 5로 꺾고 시리즈 전적 4승 3패로 1997년 이후 12년만에 통산 10번째 우승을 달성하였다.
- 2014년
  - 2014 인천 장애인 아시아 경기대회이 인천광역시 인천문학경기장에서 폐막되었다.
  - 앨런 유스터스 구글 부사장이 지상 41km 스카이다이빙에 성공함으로써 세계 최고기록을 경신했다.

## 탄생
- 51년 - 로마 제국의 제11대 황제 도미티아누스. (~96년)
- 1632년 - 네덜란드의 과학자 안토니 판 레이우엔훅. (~1723년)
- 1903년 - 미국의 FBI 요원 멜빈 퍼비스. (~1960년)
- 1918년
  - 대한민국의 정치인 정구중. (~1999년)
  - 영국의 장거리 육상 선수 짐 피터스. (~1999년)
- 1922년 - 중화인민공화국의 군인 마오안잉. (~1950년)
- 1926년 - 대한민국의 정치인 양해준. (~2011년)
- 1927년
  - 대한민국의 군인, 정치인 박태준. (~2011년)
  - 프랑스의 가수 질베르 베코. (~2001년)
- 1929년 - 미국의 작곡가 조지 크럼. (~2022년)
- 1930년
  - 대한민국의 언론인, 소설가 서기원. (~2005년)
  - 미국의 음악가 빅 바퍼. (~1959년)
  - 노르웨이의 사회학자 요한 갈퉁. (~2024년)
- 1931년 - 러시아의 종교음악가 소피아 구바이둘리나. (~2025년)
- 1940년 - 대한민국의 희극인 겸 국회의원 이주일. (~2002년)
- 1941년 - 대한민국의 법조 출신 정치가 조성래.
- 1943년 - 대한민국의 기업인 김석년.
- 1945년 - 대한민국의 언론인 조갑제.
- 1946년 - 대한민국의 법조인 최경원.
- 1951년 - 대한민국의 외교관 이규형.
- 1953년 - 독일의 축구인 크리스토프 다움. (~2024년)
- 1954년 - 오스트레일리아의 정치인, 총리 맬컴 턴불.
- 1956년 - 대한민국의 정치인 최민호.
- 1959년
  - 미국의 영화배우 브래드 존슨. (~2022년)
  - 미국의 정치인 브렌다 존스
- 1960년 - 대한민국의 초록뱀미디어 소속의 연출자 김병욱.
- 1963년 - 대한민국의 배우 김진아. (~2014년)
- 1966년
  - 대한민국의 배우 엄효섭.
  - 대한민국의 연출가 이근행.
  - 러시아의 기업인 로만 아브라모비치.
- 1967년 - 대한민국의 아나운서 유정현.
- 1969년 - 일본의 소설가 요시다 스나오. (~2004년)
- 1971년 - 대한민국의 스포츠 캐스터 박찬.
- 1972년
  - 대한민국의 배우 김지수.
  - 대한민국의 배우 문성호.
  - 대한민국의 배우 정기성.
  - 미국의 배우 반 다크홈.
- 1973년
  - 대한민국의 정치인 강훈식.
  - 프랑스의 전 축구 선수 뱅상 캉델라.
- 1975년 - 대한민국의 전 야구 선수, 현 야구 코치 채종국.
- 1978년 - 대한민국의 연극배우 정현영.
- 1979년 - 대한민국의 배우 백승익.
- 1980년 - 일본의 전 배우, 모델 이토 아이코.
- 1981년
  - 대한민국의 가수 이정.
  - 대한민국의 펜싱 선수 겸 해설 위원 최병철.
- 1983년 - 대한민국의 배우 최영우.
- 1984년
  - 일본의 가수 기무라 카에라.
  - 대한민국의 배우 류혜린.
- 1985년
  - 대한민국의 싱어송라이터 박새별.
  - 대한민국의 바둑 기사 김동희.
  - 영국의 축구 선수 웨인 루니.
  - 대한민국의 전 농구 선수 최윤아.
- 1986년
  - 대한민국의 배우 김새벽.
  - 일본의 성우 오카모토 노부히코.
  - 캐나다의 힙합 가수 드레이크.
  - 헝가리의 축구 선수 뵈데 다니엘.
- 1987년 - 대한민국의 화가 이수빈.
- 1988년
  - 대한민국의 뮤지컬 배우 노희찬.
  - 스페인의 축구 선수 사쿠라가와 메구.
- 1989년 - 스웨덴의 방송인 퓨디파이.
- 1990년 - 독일의 축구 선수 일카이 귄도안.
- 1991년 - 대한민국의 가수 이나.
- 1992년 - 대한민국의 야구 선수 김명찬.
- 1994년
  - 대한민국의 가수, 배우 정수정 (f(x)).
  - 일본의 축구 선수 우에다 나오미치.
- 1995년 - 대한민국의 배우 송지원.
- 1996년
  - 대한민국의 배우 이수경.
  - 대한민국의 야구 선수 최정용.
  - 일본의 아이돌 카도와키 카나코.
- 1997년
  - 대한민국의 피겨 스케이팅 선수 박소연.
  - 영국의 싱어송라이터 레이.
- 1998년 - 대한민국의 리그 오브 레전드 프로게이머 알파몽.
- 2000년
  - 대한민국의 배우 차우민.
  - 자메이카의 육상 선수 웨인 피넉.
  - 헝가리의 근대5종 선수 구야시 미셸.
  - 일본의 여성 아이돌 아키요시 유카.
- 2001년 - 대한민국의 야구 선수 정현승.
- 2002년 - 일본의 가수 Ado.
- 2003년 - 미국의 배우 허드슨 양.
- 2005년 - 대한민국의 가수 이지우.
- 2008년 - 대한민국의 스노보드 선수 이지오.
- 2011년 - 대한민국의 이종격투기 선수 추성훈의 딸 추사랑.

### 미상
- 대한민국의 래퍼 새암.
- 대한민국의 가수 주혜.
- 대한민국의 가수 잔디.
- 대한민국의 가수 시연.

## 사망
- 945년 - 고려의 무신 박술희. (871년~)
- 996년 - 프랑스의 왕, 카페 왕조의 개창자 위그 카페. (938년~)
- 1537년 - 헨리 8세의 세 번째 부인 제인 시모어. (1508년~)
- 1601년 - 덴마크의 천문학자 튀코 브라헤. (1546년~)
- 1945년 - 노르웨이의 정치가 비드쿤 크비슬링. (1887년~)
- 1957년 - 프랑스의 디자이너 크리스티왕 디오르. (1905년~)
- 1972년 - 미국의 야구 선수 재키 로빈슨. (1919년~)
- 1976년 - 러시아 태생의 역사학자 게오르크 오스트로고르스키. (1902년~)
- 1987년 - 대한민국의 정치인 김제원. (1913년~)
- 1989년 - 폴란드의 산악인 예지 쿠쿠츠카. (1948년~)
- 1994년 - 푸에르토리코의 배우 라울 훌리아. (1940년~)
- 1999년 - 대한민국의 경제인 정수창. (1919년~)
- 2005년 - 미국의 민권 운동가 로자 파크스. (1913년~)
- 2015년 - 아일랜드의 배우 모린 오하라. (1920년~)
- 2016년
  - 대한민국의 의원 권이담. (1929년~)
  - 우루과이의 제38대 대통령 호르헤 바트예 이바녜스. (1927년~)
- 2017년 - 미국의 영화배우 로버트 기욤. (1927년~)
- 2018년 - 대한민국의 아나운서 이창호. (1943년~)
- 2020년 - 대한민국의 소설가 정소성. (1944년~)
- 2021년
  - 대한민국의 영화제작자 이태원. (1938년~)
  - 미국의 영화배우 제임스 마이클 타일러. (1962년~)
- 2022년 - 미국의 영화배우 레슬리 조던. (1955년~)
- 2023년 - 미국의 영화배우 리처드 라운트리. (1942년~)
- 2024년 - 폴란드의 영화배우 야드비가 바란스카. (1935년~)

## 기념일
- 유엔의 날
- 세계 개발 정보의 날
- 세계 소아마비의 날(World Polio Day)

## 같이 보기
- 전날: 10월 23일 다음날: 10월 25일 - 전달: 9월 24일 다음달: 11월 24일
- 음력: 10월 24일
- 모두 보기